# Santiago Parodi Ramírez
Santiago Rufo Parodi Ramírez (* Callao, 13 de octubre de 1935 - La Punta, 26 de diciembre de 2016), fue un empresario y político peruano.
Santiago hizo sus estudios primarios en el Colegio Las Reparadoras y los secundarios en el Colegio San José Maristas del Callao. Realizó estudios de Medicina en la Universidad Nacional Mayor de San Marcos. 
Como miembro de Democracia Cristiana, fue elegido alcalde del Distrito de La Punta para el periodo 1967-1969. Luego postula por el Partido Aprista Peruano, ejerciendo el cargo en el periodo 1987-1989. 
Impulsor de la construcción de la comisaría de La Punta, su obras más importantes fueron: el Coliseo Cerrado “Fortunato Marotta” y el Centro Comercial de La Punta. Ha sido Gobernador de La Punta de 1998 al 2002.
Ha conducido a la Hermandad de la Cruz de La Punta durante 30 años, siendo actualmente Presidente desde el año 2000. En las elecciones municipales del Perú de 1998 (representado a Vamos Vecino), en las del 2002 (representado al Partido Aprista Peruano) y en las del 2010 (por el movimiento ADUANEC) postula sin éxito a la alcaldía distrital de La Punta.
En octubre de 2013 Santiago Parodi Ramírez se encuentra implementando el proceso de reestructurar el partido Demócrata Cristiano en el Perú. Rescatando los principio de la Democracia Cristiana.  labor que le corresponde por ser presidente natural de la Democracia Cristiana en el Perú.  
Falleció a causa de una penosa enfermedad el día 26 de diciembre del 2016, en su casa de La Punta. sus restos se encuentran en el Antiguo Cementerio Británico del Callao. 